# غريغوري ويكس
غريغوري ويكس (بالألمانية: Gregory Weeks)‏ هو مؤرخ نمساوي، ولد في 1970.